# 윤지완
윤지완(尹趾完, 1635년 ~ 1718년)은 조선 후기의 문신이다. 본관은 파평(坡平), 자는 숙린(叔麟), 호는 동산(東山)이다. 이조판서 윤강(尹絳)의 아들이다.
1662년 문과에 급제한 이래로 조정과 지방의 주요 관직을 두루 거쳤다. 1682년 도쿠가와 쓰나요시의 쇼군 취임을 축하하는 통신사(通信使)의 정사(正使)가 되어 일본에 다녀왔다. 1680년, 경신환국 이후에는 부교리, 부응교, 대사간, 경상도관찰사, 어영대장을 지냈고 이후 정경의 반열에 올라 1683년, 예조판서가 되고 이후 어영대장을 거쳐 광주유수, 호조판서, 대사헌을 거쳐 함경도관찰사를 지내고 우참찬, 강화유수, 대사헌, 한성부판윤, 호조판서, 병조판서를 거쳐 평안도관찰사가 되지만 기사환국으로 쫓겨난다. 이후 인현왕후 지지 세력과 장희빈 지지 세력의 경쟁 관계 속에서 한때 유배되기도 하였다.1694년 갑술환국 이후 좌참찬, 어영대장을 거쳐 우의정에 제수되었으나, 이 때를 전후하여 동상으로 인해 한 쪽 다리를 잘라야 했고 이로 인해 일각정승(一脚政丞)이라는 별명이 붙었다. 이후 연돈녕부사를 거쳐 1703년 영중추부사가 되었다. 숙종의 묘정에 배향되었으며 시호는 충정(忠正)이다.

## 가족 관계
- 증조부 : 윤엄(尹儼)
  - 조부 : 윤민헌(尹民獻)
    - 아버지 : 윤강(尹絳)-이조판서
    - 어머니 : 동래정씨, 정광성(鄭廣成)의 딸.
      - 이복 형 : 윤지미(尹趾美)
        - 조카 : 윤재(尹宰)
        - 조카 : 윤실(尹實)

    - 생모 : 문화유씨, 유익(柳杙)의 딸
      - 형 : 윤지선(尹趾善)-좌의정
        - 조카 : 윤식(尹寔)
        - 조카 : 윤정(尹定)

      - 동생 : 윤지경(尹趾慶)
        - 조카 : 윤연(尹㝚)
        - 조카 : 윤수(尹邃)

      - 동생 : 윤지인(尹趾仁)-병조판서
        - 조카 : 윤심(尹審)
        - 조카 : 윤용(尹容)
        - 조카 : 윤교(尹㝯)

      - 동생 : 윤지희(尹趾禧)
        - 조카 : 윤휴(尹巂)
        - 조카 : 윤환(尹寏)

      - 부인 : 밀양박씨, 박천구(朴天球)의 딸
        - 아들 : 윤채(尹寀)
        - 아들 : 윤재(尹宰) - 윤지미에게 출계
        - 아들 : 윤헌(尹憲)

## 윤지완을 연기한 배우
- 전병옥 - 장희빈 (1995년 드라마)

## 같이 보기
- 조선의 대외 관계
- 조선 통신사

| 전임 조형 | 제7대 조선 통신사 정사 1682년 | 후임 조태억 |